# Cristulariella depraedans
Cristulariella depraedans (Cooke) Höhn. – gatunek grzybów z rodziny twardnicowatych (Sclerotiniaceae). Grzyb mikroskopijny, pasożyt atakujący głównie klony (Acer), rzadziej niektóre inne gatunki drzew i roślin zielnych.

## Systematyka i nazewnictwo
Pozycja w klasyfikacji według Index Fungorum: Cristulariella, Sclerotiniaceae, Helotiales, Leotiomycetidae, Leotiomycetes, Pezizomycotina, Ascomycota, Fungi.
Po raz pierwszy zdiagnozował go w 1885 r. Mordecai Cubitt Cooke nadając mu nazwę Polyactis depraedans. Obecną, uznaną przez Index Fungorum nazwę nadał mu Franz von Höhnel w 1916 r.
Synonimy:
- Botrytis depraedans (Cooke) Sacc. 1886
- Myrioconium depraedans (Cooke) Arx 1970
- Polyactis depraedans Cooke 1885

## Objawy choroby
Patogen rozwija się na powierzchni porażonych liści. Początkowo plamki są niewielkie (ok. 1 mm), ale wraz z rozwojem choroby powiększają się. U porażonych roślin powoduje to plamistość liści. Wielkość plam, ich kształt i barwa zależą od gatunku rośliny żywicielskiej oraz stopnia jej porażenia. Na liściach klonu największe plamy osiągały do 22 mm średnicy. Zazwyczaj plamy są liczne, obserwowano do 338 plam na jednym liściu. Są prawie okrągłe, białoszare w środku i ciemnoszare na obwodzie. Sąsiednie plamy łączą się z sobą. Przy silnej nekrozie następuje wykruszenie się tkanek i powstaje w tym miejscu dziura w liściu. Silnie porażone liście zwijają się, obumierają i przedwcześnie opadają, często już w sierpniu. U derenia świdwy (Cornus sanguinea) plamy miały wielkość 1–6 mm. U gatunku tego, a także u wiśni ptasiej (Padus avium) i buka zwyczajnego (Fagus sylvatica) obserwowano najbardziej kontrastowe, fioletowe lub zielonoszare obrzeża plam.
Nasilenie objawów choroby jest silnie związane z warunkami pogodowymi – wyraźnie wzrasta podczas długotrwałych opadów deszczu.

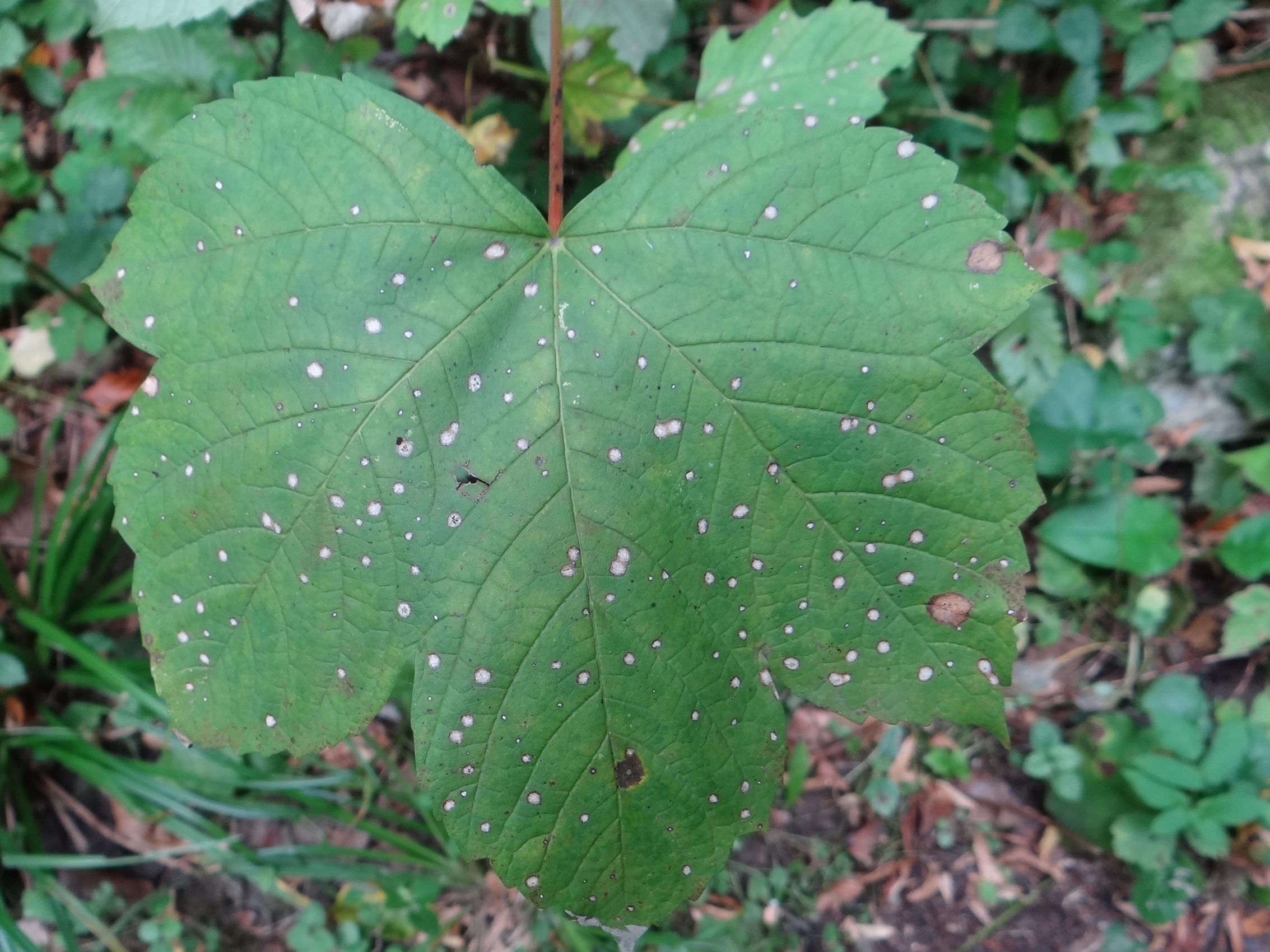
Lekko porażony liść klonu
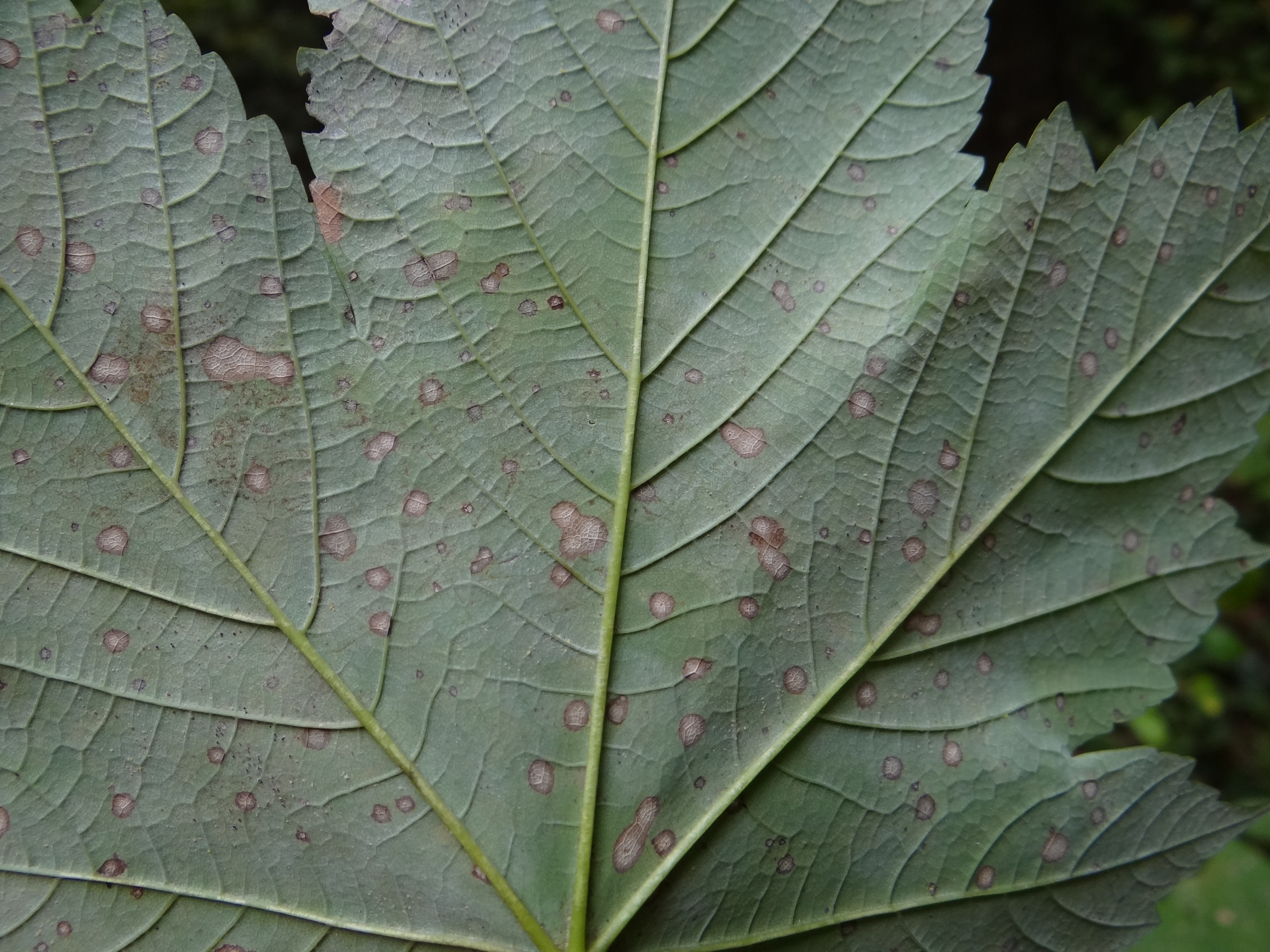
Objawy na dolnej stronie liścia
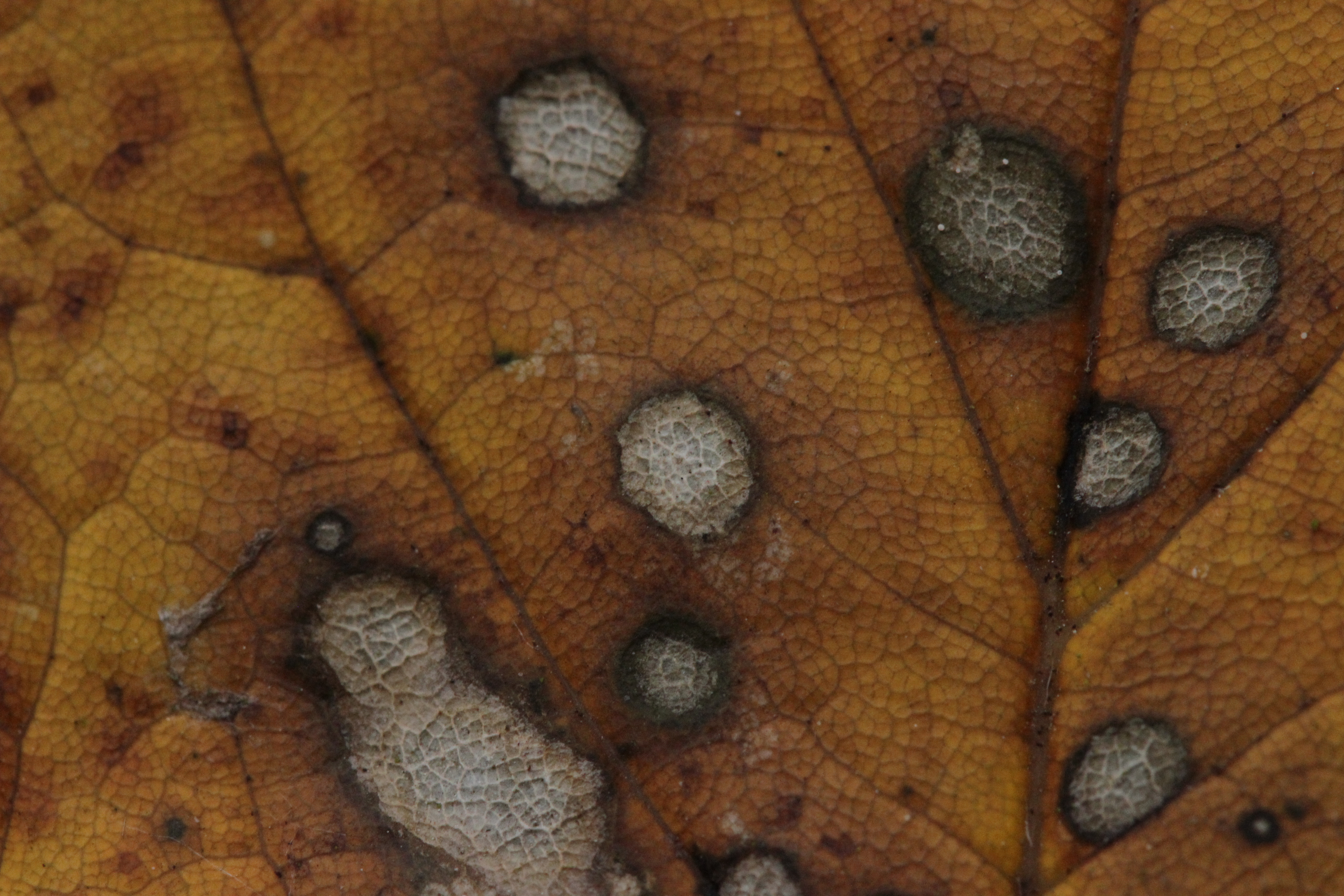
Plamy na dolnej stronie liścia

## Morfologia
Białawe, główkowate propagule grzyba rozwijają się w obrębie plam, głównie na dolnej, rzadziej górnej powierzchni liścia, zwłaszcza w pobliżu jego nerwów. Mogą też tworzyć się małe, czarne sklerocja. Propagule mają bulwkowaty kształt, są lekko spłaszczone i wydłużone. Mają średnicę 60–140 μm, są septowane i osadzone na hialinowym trzonku o długości 120–180 μm i średnicy 10–15 μm. Pojedyncze, kuliste bulwki propaguli mają średnicę 6 – 9 μm i łatwo oddzielają się od trzonka.

## Występowanie
Opisano występowanie Cristulariella depraedans w Ameryce Północnej i w Europie. W Polsce wcześniej nie był znany, brak go w wykazie grzybów mikroskopijnych Polski. Po raz pierwszy na terenie Polski opisali jego występowanie Tadeusz Kowalski i Czesław Bartnik w 2008 roku.
Głównym żywicielem są różne gatunki klonów, ale występuje także na innych roślinach. W Polsce notowano jego występowanie na: Acer platanoides, Acer pseudoplatanus, Aruncus dioicus, Carpinus betulus, Corylus avellana, Fagus sylvatica, Lonicera xylosteum, Prunus avium, Quercus robur, Tilia cordata. Badania niemieckie wykazały, że występuje on już na 21 gatunkach roślin.